# Anne de Graville
Anne de Graville, född 1490, död 1540, var en fransk författare (diktare), översättare och hovfunktionär.  Hon är känd som en representant för den franska renässansen, både som författare och som en samlare av manuskript. 
Hon var dotter till adelsmannen Louis Malet de Graville. Hon fick en hög bildning med tillgång till sin fars stora bibliotek och talade, läste och skrev franska, italienska och latin. Familjen stod nära hovet, då fadern tjänstgjorde vid hovet och kungen och var familjens gäst då han tyckte om att jaga vid deras slott utanför Paris. Hon gifte sig 1507 med sin kusin Pierre de Balsac d'Entragues sedan han med hennes medverkan arrangerat en kidnappat henne sedan hennes far vägrat godkänna äktenskapet. Fadern vägrade till sin död 1516 ge paret några pengar och hon stämde sedan sin familj på sitt farsarv. Hon var hovdam åt Frankrikes drottning Claude av Bretagne från cirka 1508 till 1524, och dedikerade många av sina dikter och översättningar till henne. 